# Sandro Lombardi
Sandro Lombardi (sinh ngày 12 tháng 7 năm 1986) là một cầu thủ bóng đá người Thụy Sĩ thi đấu cho Wil.

## Tiểu sử
Lombardi khởi đầu sự nghiệp tại Grasshopper Club Zürich, và thi đấu cho nhiều đội bóng tại giải khu vực. Năm 2009, anh gia nhập Lega Pro Seconda Divisione của Ý và một năm sau đó kí bản hợp đồng được cho là 3 năm. Tuy nhiên anh chỉ thi đấu 2 trận ở Lega Pro Seconda Divisione 2010–11.
Vào tháng 7 năm 2011 anh trở lại Thụy Sĩ cho Wil với bản hợp đồng 1 năm.